# 태평동 (대전)
태평동(太平洞)은 대전광역시 중구에 속한 법정동이자, 행정동(태평1동·태평2동)의 통칭이다. 지리적으로 동쪽으로는 오류동과 인접해있고 서쪽으로는 태평2동과 경계를 이루며, 동서대로와 태평로가 교차하면서 교통이 편리해져 거주민들의 접근성이 향상되었고, 태평전통시장의 시설현대화로 점차 상업중심지로 변모하고 있다. 정월대보름에 마을의 안녕과 태평성대를 기원하는 마을 전통축제인 느티나무 목신제가 매년 열리고 있다. 교통이 편리하고 태평전통시장이 있어 지역주민들의 접근성이 매우 높고, 아파트 밀집지역(4개단지, 동 인구의 70%)으로, 주민들의 행정에 대한 관심과 참여도가 높으며 자원봉사조직과 복지만두레 등 자원봉사활동이 활발하게 이루어지고 있다.

## 지명
조선시대에 넓은들판에 마을이 있다하여 벌말 또는 평리(平里)라 불려서 1914년에는 대전군 유천면 평리였으며 오늘날은 태평동으로 불리고 있다.

## 교육
- 유평초등학교
- 신평초등학교
- 버드내초등학교
- 대전태평초등학교
- 태평중학교

## 아파트
| 단지명           | 건설사                    | 시행사                                     | 주소            | 입주        | 비고                           |
| ---------------- | ------------------------- | ------------------------------------------ | --------------- | ----------- | ------------------------------ |
| 버드내마을 1단지 | 우성건설㈜ 동양고속건설   | 성부실업㈜ 한국부동산신탁㈜                | 중구 태평로 15  | 2000년 11월 | 구 성부실업 및 대전조폐창 부지 |
| 버드내마을 2단지 | 동양메이저㈜ 건설사업부문 | 동양메이저㈜ 건설사업부문                  | 중구 태평로 35  | 2000년 9월  | 구 대원제지 부지               |
| 유등마을 쌍용    | 쌍용건설                  | 쌍용양회 벽산건설                          | 중구 수침로 138 | 2000년 7월  | 구 ㈜벽산 대전공장 부지        |
| 태평동 쌍용예가  | 쌍용건설                  | 태평동 제2재건축주택조합                   | 중구 평촌로 93  | 2008년 9월  | 태평주공 2단지 재건축          |
| 태평 푸른뫼      | 벽산건설                  | 벽산건설㈜                                 |                 | 1999년 9월  | 쌍용시멘트 레미콘공장 부지     |
| 태평벽산         | 벽산건설                  | 벽산건설㈜ 태평동 주공1단지 재건축주택조합 | 중구 평촌로 111 | 1999년 10월 | 태평주공 1단지 재건축          |
| 태평 파라곤      | 동양고속건설              | 동양고속건설                               |                 | 2005년 5월  | 대전피혁 공장 부지             |